# Metacapnodium quinqueseptatum
Metacapnodium quinqueseptatum är en svampart som först beskrevs av M.E. Barr, och fick sitt nu gällande namn av S. Hughes 1972. Metacapnodium quinqueseptatum ingår i släktet Metacapnodium och familjen Metacapnodiaceae.   Inga underarter finns listade i Catalogue of Life.